# Alfons Himmelreich
Alfons Himmelreich (31. července 1904, Mnichov – 8. dubna 1993) byl izraelský fotograf narozený v Německu. V letech 1930–1940 vytvářel reklamní fotografie, které zdůrazňovaly průmyslový komercialismus pomocí zkreslení obvyklých standardů, detailů a světla pro zdůraznění.

## Životopis
Alfons Himmelreich se narodil v roce 1904 v Mnichově v Německu v bohaté židovské rodině, která se zabývala obchodem s textilem. Himmelreich byl v mládí aktivní v mládežnickém hnutí „Wehrkraft“ (židovská organizace pro vojenský výcvik beze zbraní) a v Mladém židovském Wanderbundu (Jung-Jüdischer Wanderbund) a studoval kreslení. V roce 1917 dostal poprvé fotoaparát a začal fotografovat jako samouk. V roce 1933, po nástupu nacistů k moci, emigroval do Země Izrael a usadil se v Tel Avivu. Nejprve pracoval v truhlářství a poté si otevřel fotografické studio na ulici Shinkin. V roce 1941 se přestěhoval do bytu v nejvyšším patře na adrese Allenby 114, kde bydlel až do roku 1992, kde si také založil fotografické studio. V letech 1937–1956 vystavoval na mezinárodních výstavách a salonech. Na začátku 40. let oslepl na jedno oko. Mezi jeho hlavní fotografické předměty patří fotografie tance, architektury a portrétů. Současně vytvořil fotografie pro hebrejský průmysl v zemi Izrael. Jeho díla byla ovlivněna německou tradicí Bauhausu ve všem, co souviselo s technikou a kompozicí.

## Výstavy
Samostatné výstavy autora (výběr):
- Alfons Himmelreich: Photographer on the Roof, The Open Museum of Photography, Tel- Hai Industrial Park, 2005
- Photo Studio A. Himmelreich, Presler Private Museum, Tel Aviv, 2013

## Galerie

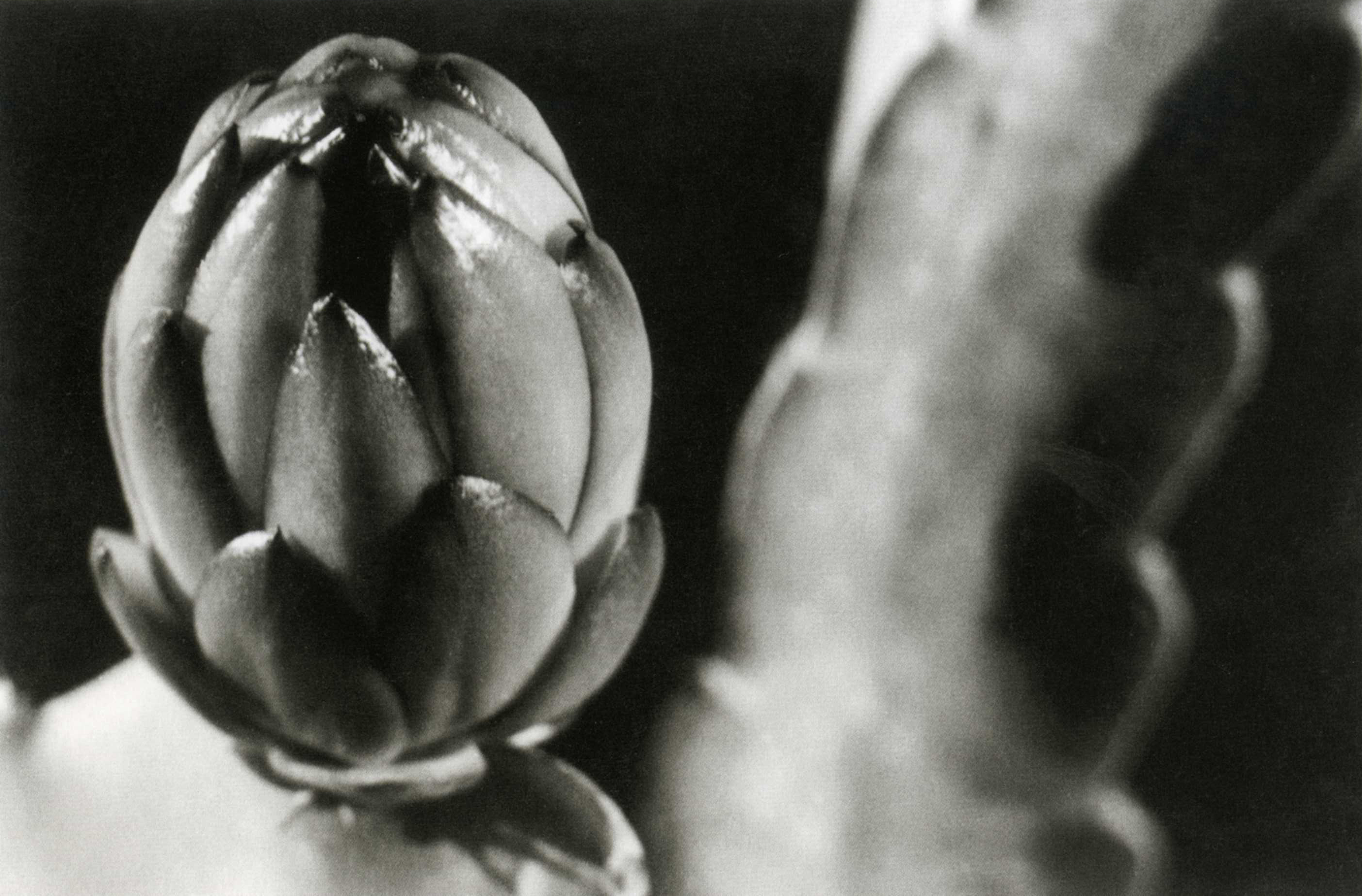
Kaktus Selnitzerus grandiflores (královna noci), 40. léta 20. století
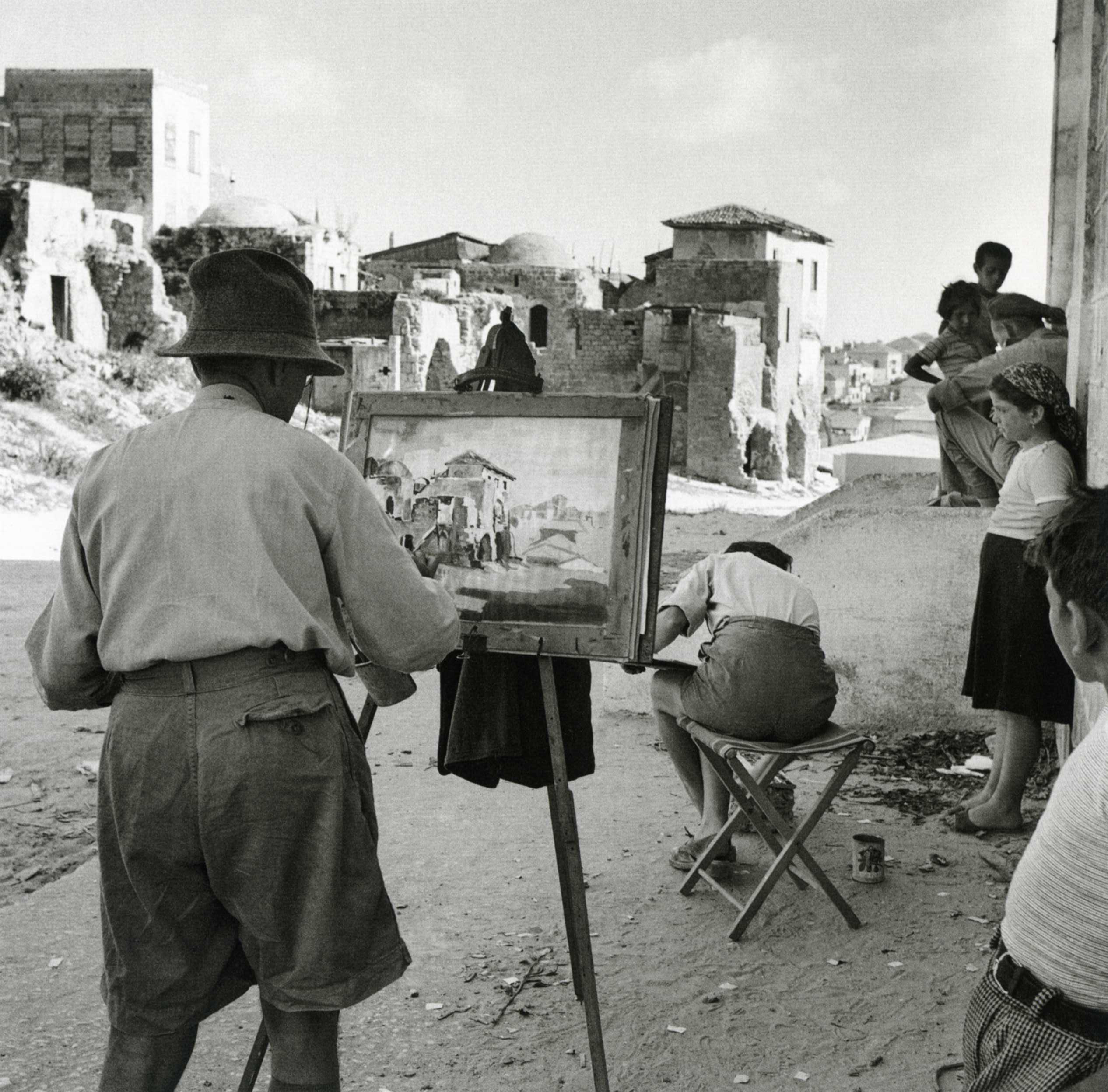
Dr. Zolkis v Jaffě, 1948-1949
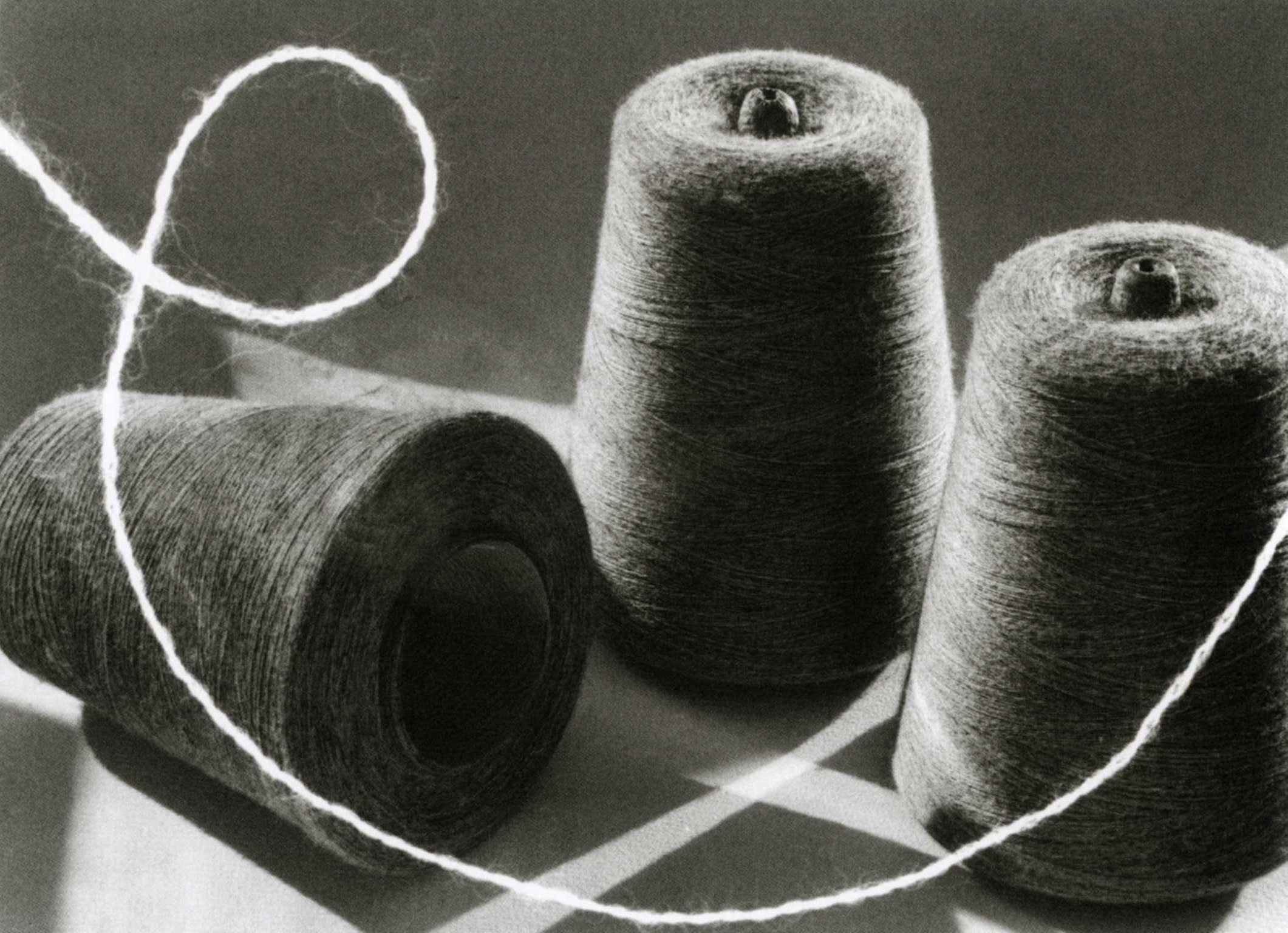
Merino vlna, 1945
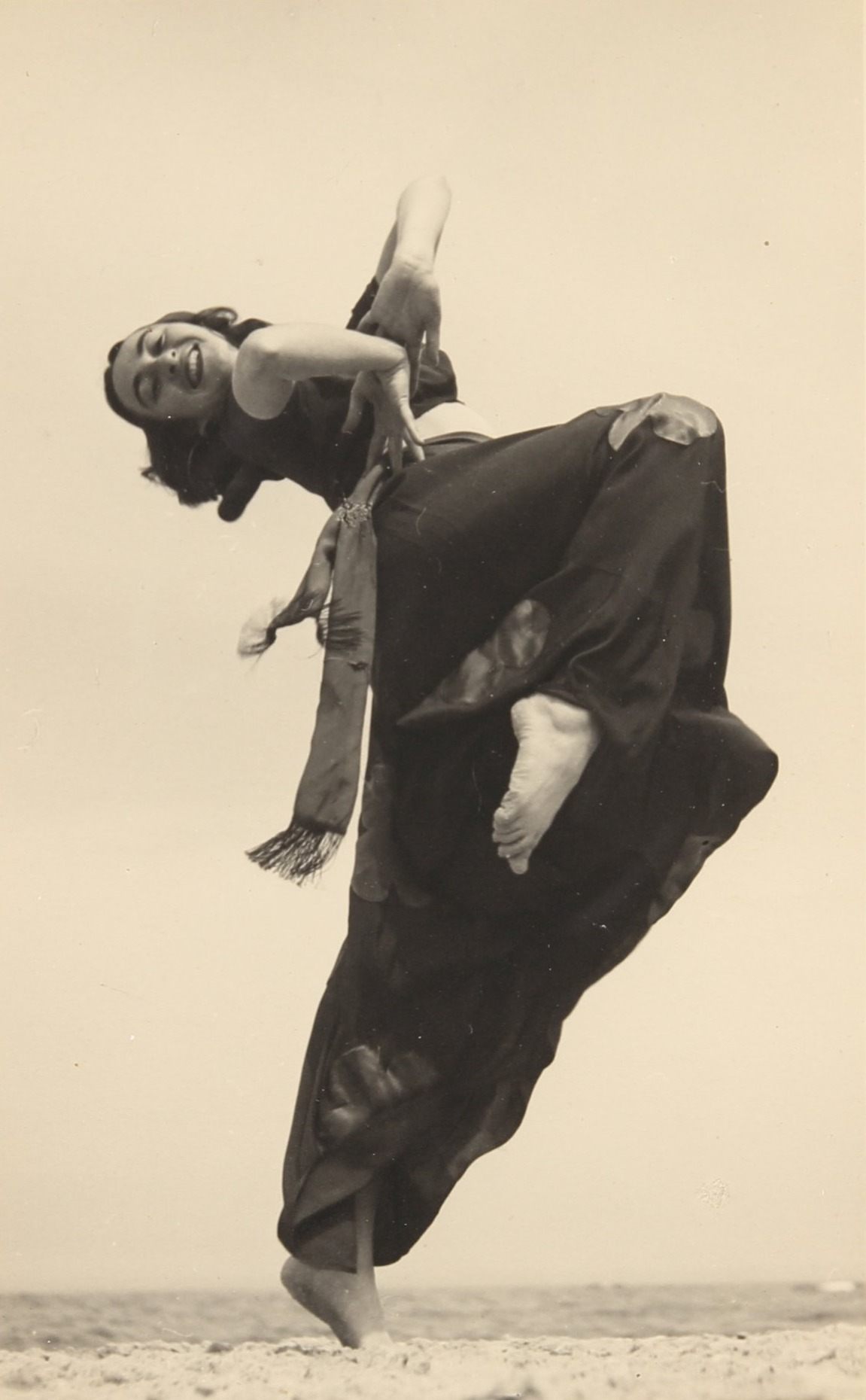
Izraelská tanečnice Naomi Aleskovsky
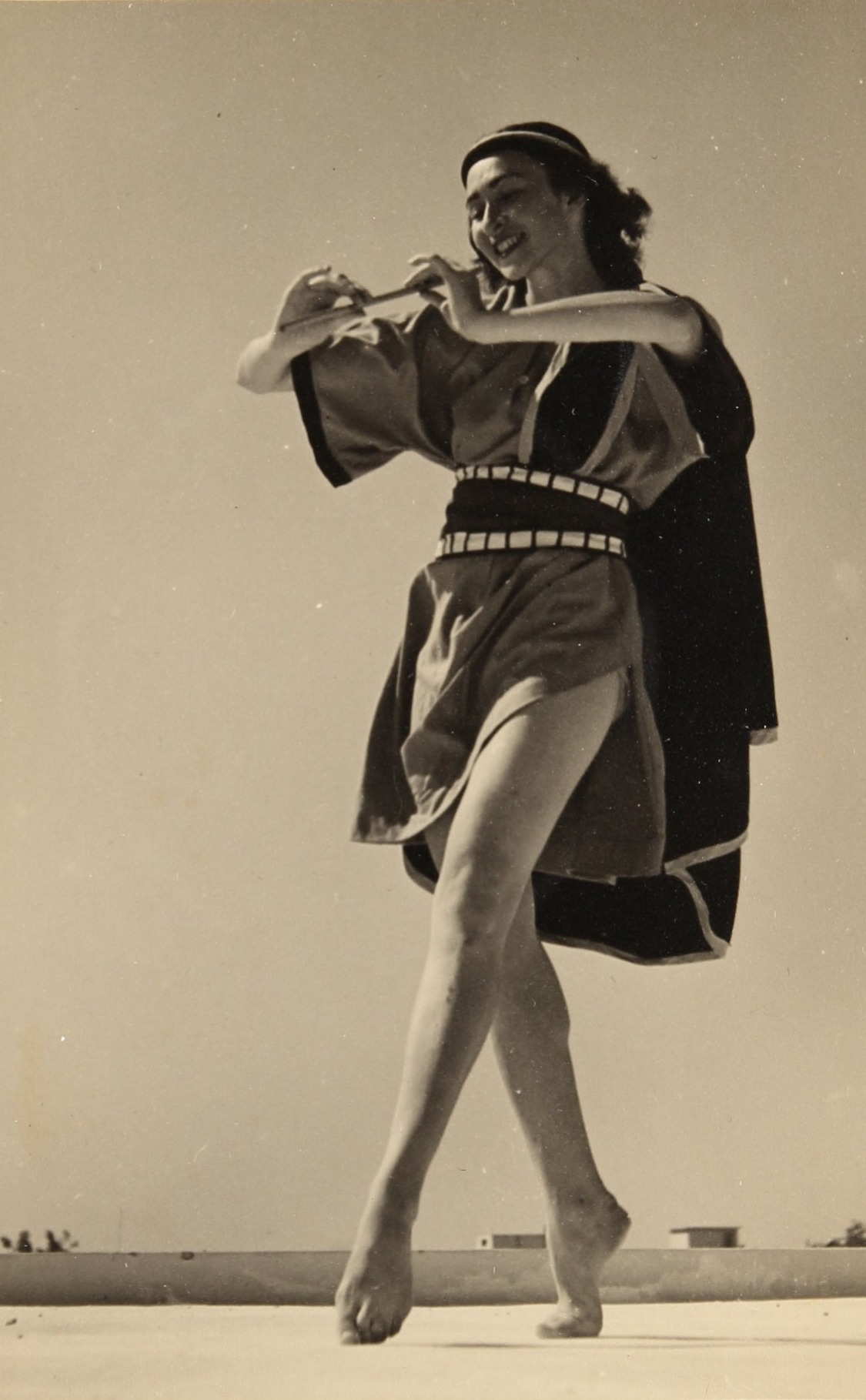
Naomi Aleskovsky
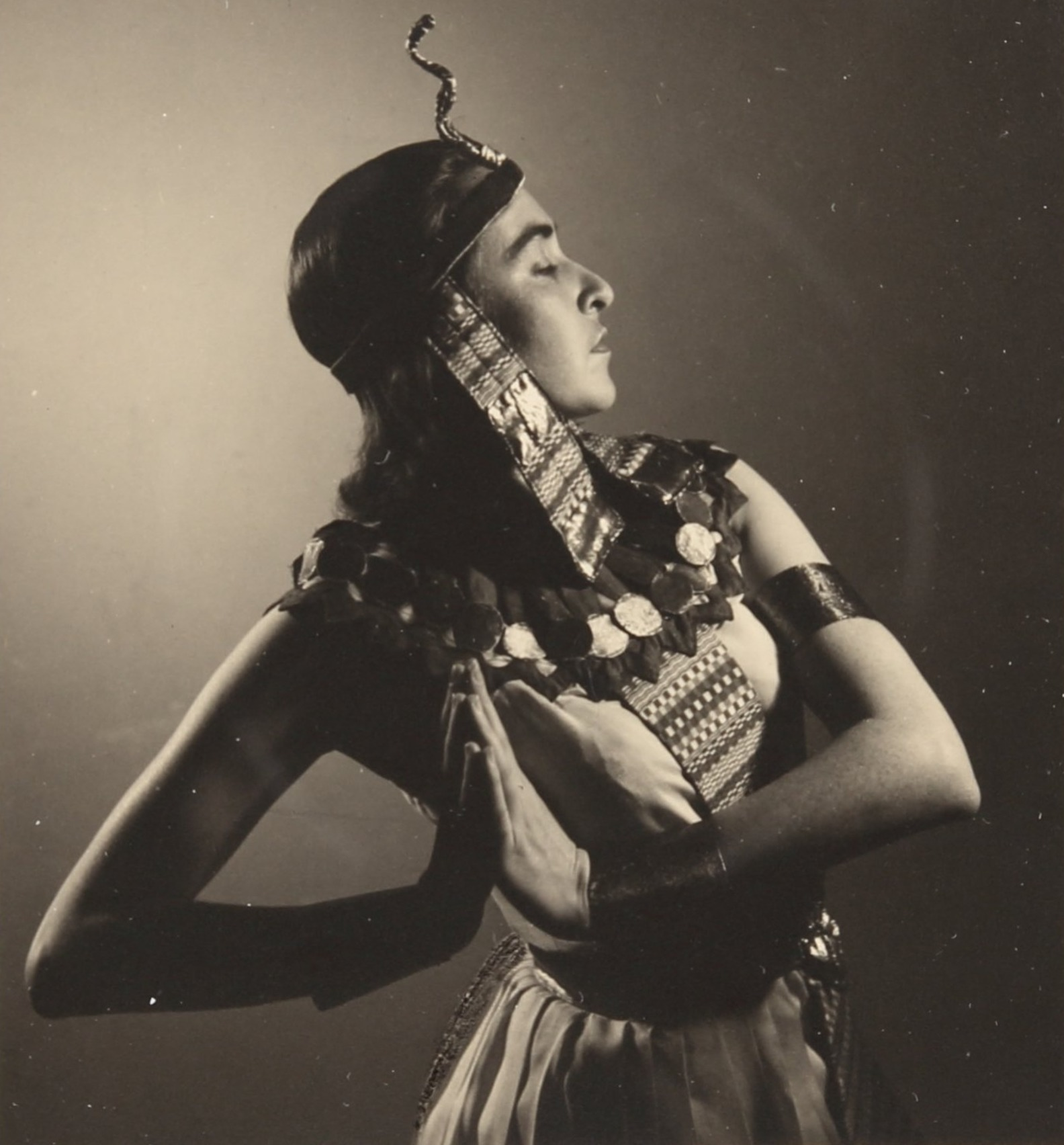
Naomi Aleskovsky
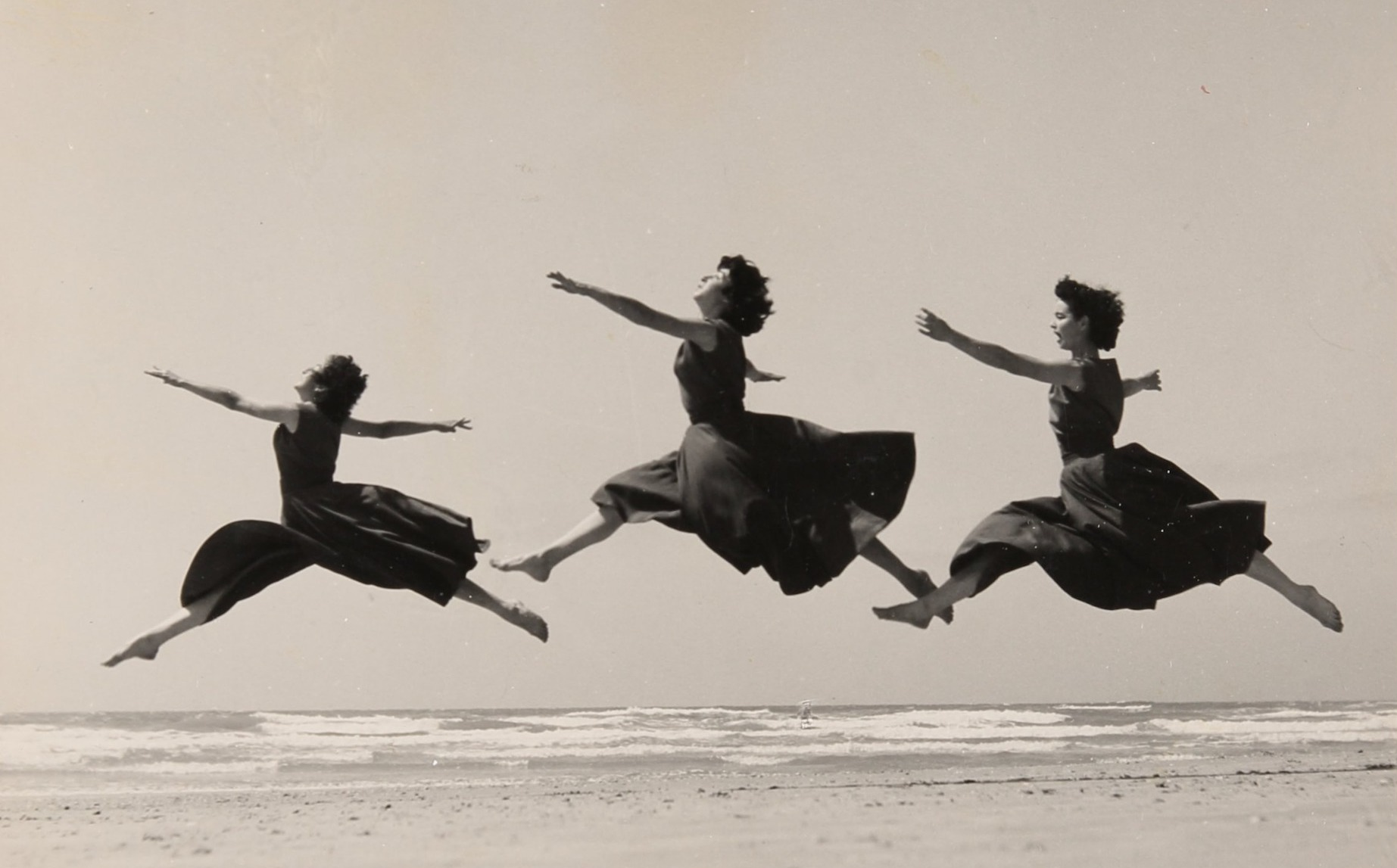
Izraelské tanečnice Naomi Aleskovsky, Ruth Zinger a Ahuva Inbari
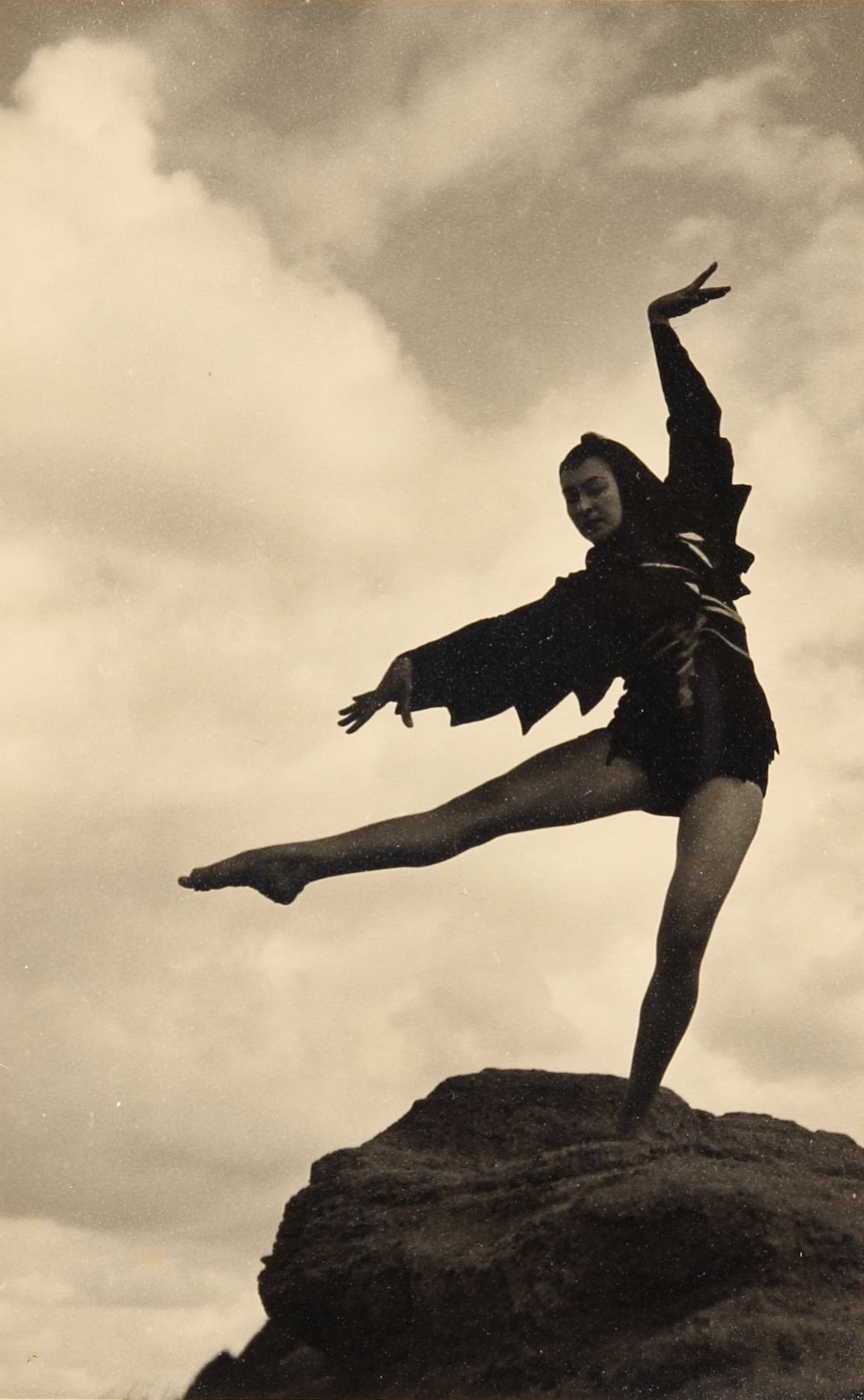
Naomi Aleskovsky
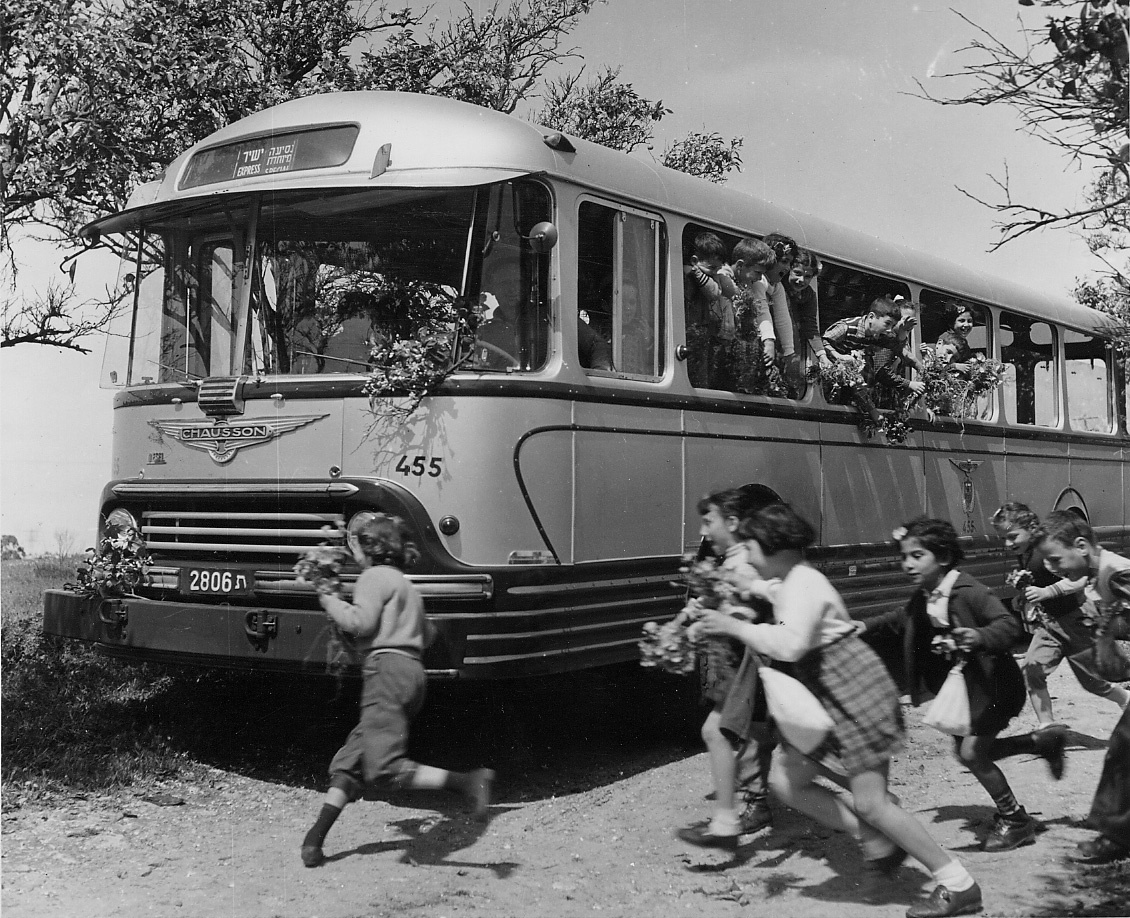
Školní autobus, Tu've beShvat